# YMCA健康福祉専門学校
YMCA健康福祉専門学校（ワイエムシーエーけんこうふくしせんもんがっこう）は神奈川県厚木市にある私立の専門学校。

## 概要
日本YMCA同盟に加盟している公益財団法人の横浜YMCAにより1985年に設立された。

## 沿革
- 1985年（昭和60年） - 全国のYMCAで最初の福祉系専門学校として、社会福祉主事養成施設として開校。
健康福祉科（定員40名・昼間・2年制、社会福祉主事養成）
社会体育科（定員40名・昼間・2年制、スポーツインストラクター養成）
- 1989年（平成元年） - 介護福祉士養成施設を設置。
介護福祉科（定員40名・昼間・2年制、介護福祉士養成）
- 1996年（平成 8年） - 地域福祉科を設置（定員40名・夜間・4年制）。佛教大学との併修で社会福祉士受験資格取得。
健康福祉科へ社会福祉士養成課程（要実務2年）を付加。
- 1997年（平成 9年） - 社会体育科を福祉スポーツ科（定員40名・昼間・2年制）に変更。社会福祉主事任用資格を持つスポーツ指導者の養成を開始。
- 1999年（平成11年） - 健康福祉科を3年制に変更。近畿大学九州短期大学通信教育部保育科と併修を開始。社会福祉士・社会福祉主事任用資格・保育士・幼稚園教諭二種免許状が取得可能になる。
- 2003年（平成15年） - 福祉スポーツ科専攻科（1年制）を設置。福祉スポーツ科に幼児体育コースと生涯スポーツコースを設置し、近畿大学九州短期大学通信教育部保育科と併修を開始。YMCA介護予防運動指導士・体育指導者資格・社会福祉主事任用資格に加えて保育士・幼稚園教諭二種免許状取得が可能になる。
- 2005年（平成17年） - 介護福祉科に社会福祉主事任用資格課程を付加。
- 2010年（平成22年） - 福祉スポーツ科、健康福祉科を再編し、こども総合科（福祉スポーツコース・人間福祉コース）を設置。
日本語学科を設置。
- 2017年（平成29年） - 川崎市のYMCA国際ビジネス専門学校の福祉科目を引き継ぐ。

## 設置学科
- 介護福祉科
- 精神保健福祉科（通信制）
- 社会福祉科（通信制）
- 日本語学科

## 系列校
- 横浜YMCA学院専門学校
- YMCA福祉専門学校
- 横浜YMCAスポーツ専門学校

## 所在地
〒243-0018 神奈川県会厚木市中町4-18-19